# 文化公园站 (广州)
文化公园站是广州地铁6號綫和8號綫的换乘車站。车站位于中國廣東省廣州市荔湾区鎮安路西堤二馬路口東北側，广州文化公园西南方的地底。车站於2013年12月28日随6号线开通而啟用，2019年12月28日随8号线凤凰新村至文化公园段开通而成为换乘车站。

## 车站構造

### 车站楼层
本站共有4層。地面為文化公園西南角，鄰近鎮安路、西堤二馬路；地下一層為站廳；地下二層為設備區；地下三層為6號綫月台及8號線緩衝平台；地下四層為8號線站台。
因本站為兩線統一設計且同步建成的車站，雖未能同步啟用，但整個車站均使用了玻璃幕板裝修。車站配色為淺土黃色。站廳及6號線站台柱面裝飾的內容為粵海關大樓；但2019年才启用的8號線南部站厅、緩衝層及站台的柱面則未有進行相关裝飾。
本站為6號線首期六個文化站之一，在車站站廳層6號線部分設有以「繽紛羊城 文化之窗」為主題的文化藝術牆，主要內容為廣州市文化公園、珠江「一河兩岸」及嶺南民俗文化。
另外，本站在8号线南站厅非付费区以及8号线站台南端设有卫生间，同时在8号线站台往南站厅一侧的楼梯旁设有母婴室。
| 地下一层 | 站厅          | 售票機、客服中心、商店、警务室、安检设施、卫生间 |  |  |
| 地下二层 | 设备区        | 车站设备                                         |  |  |
| 地下三层 | 平台层 （北） | 扶梯連接站廳與 █8号线 站台 车站设备              |  |  |
|          | 2 站台        | █6号线 潯峰崗方向（下站：黄沙）                  |  |  |
|          | 岛式站台      |                                                  |  |  |
|          | 1 站台        | █6号线 香雪方向（下站：一德路）                  |  |  |
|          | 平台层 （南） | 楼梯和升降机連接站廳與 █8号线 站台 车站设备      |  |  |
| 地下四层 | 3 站台        | █8号线 滘心方向（下站：華林寺）                  |  |  |
|          | 分离式站台    |                                                  |  |  |
|          |               | 卫生间、母婴室；通道连接两侧站台                 |  |  |
|          | 分离式站台    |                                                  |  |  |
|          | 4 站台        | █8号线 万胜围方向（下站：同福西）                |  |  |

### 站厅
文化公园站站厅结构大致成顺时针旋转90度「T」型，東西向部分為6号线站厅，南北向部分為8号线站厅。站厅目前设有售票機、自动售卡/充值机、客務中心等设施。同时亦设有便利店，同时亦提供自动售卖机、自动照相机等设施。
为方便乘客进出以及方便两线的站厅换乘，6号线站厅中央以东，8号线站厅中部靠近東側被划分为收费区。站厅收费区设有三台扶梯，以及一台专用电梯和一条楼梯供乘客前往前往6號线站台。同时在8号线北部站厅设有兩组扶梯供乘客前往8号线站台，但由于8號線月台位處地下較深的位置，因此搭乘扶梯前往8号线站台需要经由缓冲平台换乘另一组扶梯才可前往8号线月台，反向同理；乘客亦可通过8号线南部站厅连通三层的专用电梯以及楼梯前往8号线站台。
而地下三層的8號線緩衝平台亦分為南北兩部分，分別通往8號線的南北兩部分站廳。兩者因被同層的6號線站台和軌行區分隔而無法在地下三層直接相通。

### 月台以及换乘
本站6號線設有一個島式月台，位於文化公園地底近西堤二馬路一側。8號線設有一組同層的分離式月台，以島式月台的方式排列，並以行人通道連接，位於文化公園地底近鎮安路一側。6號線在上層，8號線在下層。
8號線的3號站台（北行）為明挖，4號站台（南行）為暗挖。以及由於車站設計的原因，因此連接站廳及8号线站台的扶梯全部設於3號站台一邊。
地下三層的6號線月台东侧設有設有扶梯和樓梯各一条連接至地下四層的8號線月台，可供乘客換乘兩線。現時客流組織安排下该扶梯往上供8号线下车的乘客换乘至6号线；从6号线下车的乘客则通过楼梯往下换乘至8号线；另外亦可繞經站廳進行換乘。
另外，本站8號線月台北端設有一條存車線，在本站作为8号线终点站期间曾用於折返8號線全部班次列車。

### 出入口
文化公园站共計設有5個出入口，目前建成4個供乘客进出车站，分别分佈在站廳6號線一側和8號線一側。其中车站启用时即设A、D两个出入口；E出入口于在2014年3月17日启用；B出入口则在2019年12月28日开通，同时设有两台升降机供乘客进出车站。
|                                                             |                                                           |      |            | |
|                                                             |                                                           |      |            | |
| 編號                                                        | 设施                                                      | 照片 | 出口指示   | 建議前往的目的地 |
| 6号线站廳                                                   |                                                           |      |            | |
| A                                                           | 盲道标志 · 扶手电梯标志                                   |      | 西堤二馬路 | 新基路、人民南路、沿江西路、靖遠路、德興路、人民橋、廣州文化公園、广州十三行博物馆、文化公园（粤海关博物馆）公交总站       |
| E                                                           |                                                           |      | 六二三路   | 十八甫南路、清平路、沙面北街、沙面大街、六二三路公交車站（西行）                                                           |
| 8号线站廳                                                   |                                                           |      |            | |
| B                                                           | 盲道标志 · 无障碍通道标志 · 升降机标志                    |      | 西堤二馬路 | 新基路、人民南路、沿江西路、靖遠路、德興路、人民橋、廣州文化公園、粤海关博物馆、西堤码头、文化公園公交車站（西行）         |
| C                                                           |                                                           |      |            | （预留出入口） |
| D                                                           | 盲道标志 · 轮椅升降台标志 · 无障碍通道标志 · 扶手电梯标志 |      | 鎮安路     | 上下九步行街、杉木欄路、康王南路、十八甫路、和平東路、和平中路、十三行路、長樂路、興隆北路、廣州文化公園、康王南路公交車站 |
| 註： 設有 \| 設有 \| 設有 \| 設有輪椅升降台 \| 設有扶手電梯 |                                                           |      |            | |

## 接驳交通
文化公园站旁有文化公园电车总站、西堤码头、以及附近的巴士中途站：康王南路站、六二三路站等。方便乘客前往海珠区西部、康王路沿线以及廣州市區各地。
| 编号 | 编号 | 线路                   | 线路 | 线路                       | 收费 | 备注             |
| ---- | ---- | ---------------------- | ---- | -------------------------- | ---- | ---------------- |
|      | 109  | 中山八路               | ↺    | 横枝岗路口（广医肿瘤医院） | 2元  | 使用无轨电车运营 |
|      | 110  | 天平架                 | ⇆    | 文化公园（粤海关博物馆）   | 2元  |                  |
|      | 556  | 石井（庆丰纺织服装城） | ⇆    | 文化公园（粤海关博物馆）   | 2元  |                  |
|      | 夜26 | 石井（庆丰纺织服装城） | ⇆    | 文化公园（粤海关博物馆）   | 3元  | 556路附属线路    |

| 编号 | 编号              | 线路                       | 线路 | 线路                 | 收费 | 备注            |
| ---- | ----------------- | -------------------------- | ---- | -------------------- | ---- | --------------- |
|      | 31                | 解放北路（应元路口）       | ⇆    | 南石西（地铁棣园站） | 2元  |                 |
|      | 102               | 东山                       | ⇆    | 广钢新城（崇文二路） | 2元  |                 |
|      | 106               | 锦城花园（东风东）         | ⇆    | 茶滘路               | 2元  |                 |
|      | 广123             | （广州）革新路（光大花园） | ⇆    | （佛山）半岛花园     | 2元  |                 |
|      | 131B珠江两岸游B线 | 赤岗                       | ↺    | 赤岗                 | 3元  |                 |
|      | 208               | 中山八路                   | ⇆    | 大塘西（敦和）       | 2元  |                 |
|      | 209               | 坦尾（柏悦湾）             | ⇆    | 广州火车东站         | 2元  |                 |
|      | 广281             | （广州）广卫路             | ⇆    | （佛山）绿地香树花城 | 3元  |                 |
|      | 552               | 站南路                     | ⇆    | 坑口地铁站           | 2元  |                 |
|      | 旅游公交2线       | 中山八路                   | ⇆    | 珠江帝景苑           | 2元  | 经沿江路        |
|      | 夜7               | 广州火车站（草暖公园）     | ⇆    | 纸厂横马路           | 3元  | 31路附属线路    |
|      | 广夜67            | （佛山）黄岐办事处         | ⇆    | （广州）广卫路       | 3元  | 广281路附属线路 |
|      | 夜113             | 裕海路                     | ↺    | 文化公园             | 3元  | 966路附属线路   |

| 编号 | 编号        | 线路                           | 线路 | 线路                         | 收费  | 备注                             |
| ---- | ----------- | ------------------------------ | ---- | ---------------------------- | ----- | -------------------------------- |
|      | 109         | 中山八路                       | ↺    | 横枝岗路口（广医肿瘤医院）   | 2元   | 使用无轨电车运营                 |
|      | 114         | 南田路                         | ⇆    | 罗冲围（松南路）             | 2元   |                                  |
|      | 181         | 景泰坑                         | ⇆    | 坑口地铁站                   | 3元   |                                  |
|      | 226         | 大塘（坚真花园）               | ⇆    | 恒宝广场                     | 2元   |                                  |
|      | 251         | 黄沙                           | ⇆    | 七星崗（廣東省煤炭地質局）   | 3元   |                                  |
|      | 288         | 祈福新邨                       | ⇆    | 西华路尾                     | 3元   |                                  |
|      | 297         | 黄沙                           | ⇆    | 樂意居花園                   | 2元   |                                  |
|      | 521         | 凰岗                           | ⇆    | 石溪                         | 2元   | 石溪方向经凤凰新村（宝业路口）   |
|      | 530         | 沙涌南（凤翔公园）             | ⇆    | 润江南路                     | 2元   |                                  |
|      | 538         | 南方大厦（文化公园）           | ⇆    | 汇侨新城                     | 2元   |                                  |
|      | 552         | 站南路                         | ⇆    | 坑口地铁站                   | 2元   |                                  |
|      | 旅游公交2线 | 中山八路                       | ⇆    | 珠江帝景苑                   | 2元   | 经沿江路                         |
|      | 广商务专线4 | （广州）德星路（上下九步行街） | ⇆    | （佛山）平洲玉器街（翠宝园） | 2元   |                                  |
|      | 夜3         | 凰岗                           | ⇆    | 石溪                         | 3元   | 石溪方向经光大花园 521路附属线路 |
|      | 夜45        | 大塘（坚真花园）               | ⇆    | 城西花园                     | 3元   | 226路附属线路                    |
|      | 夜79        | 广州南站                       | ⇆    | 广州火车站（草暖公园）       | 4–5元 | 312路附属线路                    |

| 编号 | 编号   | 线路                       | 线路                  | 线路                       | 收费                  | 备注                                                               |
| ---- | ------ | -------------------------- | --------------------- | -------------------------- | --------------------- | ------------------------------------------------------------------ |
|      | 1      | 芳村花园南门               | ⇆                     | 东山（署前路）             | 2元                   |                                                                    |
|      | 9      | 中山八路                   | ⇆                     | 沥滘                       | 2元                   | 经内环路、工业大道                                                 |
|      | 25     | 昌岗路                     | ⇆                     | 大坦沙（市1中）            | 2元                   |                                                                    |
|      | 57     | 已于2025年7月27日停办      | 已于2025年7月27日停办 | 已于2025年7月27日停办      | 已于2025年7月27日停办 | 已于2025年7月27日停办                                              |
|      | 64     | 广卫路                     | ⇆                     | 东沙工业园                 | 2元                   |                                                                    |
|      | 75     | 侨诚花园                   | ⇆                     | 芳信路（郭村小区）         | 2元                   |                                                                    |
|      | 106    | 锦城花园（东风东）         | ⇆                     | 茶滘路                     | 2元                   |                                                                    |
|      | 广123  | （广州）革新路（光大花园） | ⇆                     | （佛山）半岛花园           | 2元                   |                                                                    |
|      | 181    | 景泰坑                     | ⇆                     | 坑口地铁站                 | 3元                   |                                                                    |
|      | 208    | 中山八路                   | ⇆                     | 大塘西（敦和）             | 2元                   |                                                                    |
|      | 209    | 坦尾（柏悦湾）             | ⇆                     | 广州火车东站               | 2元                   |                                                                    |
|      | 217    | 广卫路                     | ⇆                     | 芳村西塱                   | 2元                   |                                                                    |
|      | 251    | 黄沙                       | ⇆                     | 七星崗（廣東省煤炭地質局） | 3元                   |                                                                    |
|      | 270    | 大基头（木偶艺术剧院）     | ⇆                     | 土华                       | 2元                   |                                                                    |
|      | 广281  | （广州）广卫路             | ⇆                     | （佛山）绿地香树花城       | 3元                   |                                                                    |
|      | 297    | 黄沙                       | ⇆                     | 樂意居花園                 | 2元                   |                                                                    |
|      | 530    | 沙涌南（凤翔公园）         | ⇆                     | 润江南路                   | 2元                   |                                                                    |
|      | 538    | 南方大厦（文化公园）       | ⇆                     | 汇侨新城                   | 2元                   |                                                                    |
|      | 552    | 站南路                     | ⇆                     | 坑口地铁站                 | 2元                   |                                                                    |
|      | 夜1    | 芳村花园南门               | ⇆                     | 东山（署前路）             | 3元                   | 芳村花园方向经经康乃馨花园，东山（署前路）方向经东漖镇 1路附属线路 |
|      | 夜26   | 石井（庆丰纺织服装城）     | ⇆                     | 文化公园（粤海关博物馆）   | 3元                   | 556路附属线路                                                      |
|      | 夜37   | 江海大道中                 | ⇆                     | 中山八路                   | 3元                   | 270路附属线路                                                      |
|      | 广夜67 | （佛山）黄岐办事处         | ⇆                     | （广州）广卫路             | 3元                   | 广281路附属线路                                                    |
|      | 夜72   | 广卫路                     | ⇆                     | 芳村西塱                   | 3元                   | 217路附属线路                                                      |
|      | 夜113  | 裕海路                     | ↺                     | 文化公园                   | 3元                   | 966路附属线路                                                      |

## 利用情況
文化公园站鄰近廣州市文化公園、沙面島東部、清平药材市場、十三行及上下九步行街。由于離上下九步行街的中心上下九廣場只有600米左右的距離，與從長壽路站前往上下九步行街距離相若，所以有部分乘客開始改用本站前往上下九步行街。同样，由于车站邻近众多批发市场，因此本站会有较多乘客會攜帶大量行李物品以及包裹进出站。每逢文化公園舉辦迎春花會、中秋燈會、羊城菊會等展覽或其它大型活動時，本站的客流也會較平日增多。而在8號線開通至本站後，亦吸引众多乘客在本站換乘。
综合上述条件，本站在啟用後客流一直维持较高水平，就在6號線開通後翌日（2013年12月29日）更以10,698人次的客流，成為6號線車站當日客流之冠。
為緩解6號線晚高峰的客流壓力，本站目前工作日晚高峰的18时至20时實施进站客流控制措施，以維持運營秩序。

## 歷史

### 車站設計

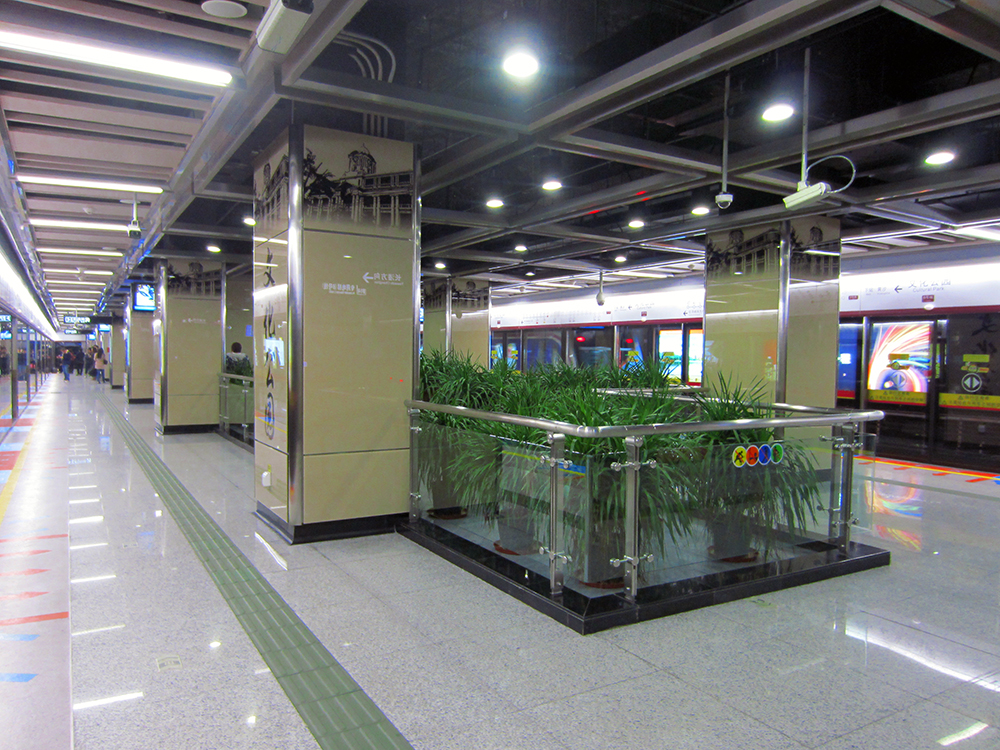
在车站启用初期，6号线站台預留的至8号线月台的换乘节点

文化公園站最早出現在1965年的廣州地下電車系統規劃中，為南北線（桂花崗至文化公園）的終點站。後來於1988年的地下鐵道路網規劃中，文化公園成為初步方案4A中第二期工程（體育中心至文化公園）的終點站。大約位置在鎮安路六二三路口西北側，與現時位置相若。而在1997年的《廣州市城市快速軌道交通線網規劃研究（最終報告）》，文化公園站被更改為當時4號線與7號線的換乘站。在後來的規劃中，4號線與7號線輾轉成為現時的8號線北延段及6號線，文化公園站亦定為現時位置，仍為該兩線的換乘站。
雖然本站亦被列入二八號線延長線工程當中，並原定於2012年同步開通本站6號線和8號線兩部分。但由於2008年線網規劃調整等原因，本站只有統一設計的兩線車站主體部分和8號線折返線能於2006年10月隨6號線首期工程開始動工，本站至鳳凰新村的路段並未能與8號線西延段（曉港至鳳凰新村）一同動工，其後與8號線北延段（文化公園至滘心）一同開工建設。

### 建设
2006年，本站开工建设。为配合地铁工程施工而需要直接占用文化公园1万多平方米的地方，因此导致文化公园内的水上乐园及游乐场都需要关闭以配合地铁施工建设。
2013年12月28日，6號線首期開通試運營，本站啟用。同时8號線北部站廳啟用，以開放D出入口供乘客來往鎮安路、康王南路一帶。2014年3月17日，E出入口启用。
2019年年中開始，本站站廳及6號線站台的預留換乘節點開始圍蔽，進行加裝扶手電梯等施工。其後亦對車站站廳付費區佈局和出入閘機位置進行調整，以適應本站即將成為換乘站的需要。本站至鳳凰新村站的軌行區已在同年9月27日三權移交運營單位，并随即開始進行运营调试。11月19日起，8號線開始安排運營列車在鳳凰新村站清客後，不載客經同福西站繼續行駛至本站並折返，並在返回鳳凰新村站之後起載。2019年12月28日，8號線開通至本站，南部站廳及8号线站台层啟用。

### 康王路地陷事件
2013年1月28日16时37分，康王南路杉木栏路口東側（下方為本站8號線折返線隧道）因地质与图纸不符，爆破時引發地陷，兩座樓房（含八間商舖）連同兩棵榕樹陷入坑內。所幸疏散及時，無人傷亡。事後地陷形成的大坑被填平，相關隧道重新建設。事件未對6號線的開通造成影響。
2018年1月24日凌晨，該折返線隧道重建完成。